# Agnelli-Preis
Der Agnelli-Preis (The Senator Giovanni Agnelli Prize) von der Giovanni Agnelli Stiftung (Fondazione Giovanni Agnelli) wurde zwischen 1987 und 2001 vergeben und war zunächst dem ethischen Maßstab in der westlichen Gesellschaft (Ethical Dimension in Western Societies) gewidmet. Zwischen 1997 und 2001 wurde der Preis weiterentwickelt zum Preis für den Dialog zwischen den kulturellen Welten (Giovanni Agnelli Prize for Dialogue between Cultural Universes).

## Preisträger

### Zwischen 1987 und 1995
- Sir Isaiah Berlin (britisch-jüdisch-russischer politischer Philosoph und Ideengeschichtler)
- Amartya Kumar Sen (indischer Wirtschaftswissenschaftler und Wirtschaftsphilosoph)
- Sir Ralf Dahrendorf (deutsch-britischer Soziologe, Politiker und Publizist)
- Norberto Bobbio (italienischer Rechtsphilosoph und Publizist)

### 1997
- Mohammed Talbi (tunesischer Historiker)

### 1999
- André Chouraqui (französisch-israelischer Jurist, Politiker und Schriftsteller)

### 2001
- Sergej Averincev (russischer Literaturhistoriker)